# Capitoli di Terra Formars

Copertina del primo volume dell'edizione italiana, raffigurante Shokichi Komachi

Questa è la lista dei capitoli di Terra Formars, manga di Yu Sasuga serializzato dalla Shūeisha sulla rivista settimanale Miracle Jump dal numero del 13 gennaio 2011 per poi proseguire su Weekly Young Jump dal 2012 ed è tuttora in corso di pubblicazione.
In Italia viene pubblicato da Star Comics dal 6 febbraio 2014 a cadenza bimestrale.

## Volumi 1-10
| Nº | Titolo italiano Giapponese 「Kanji」 - Rōmaji | Data di prima pubblicazione                                                                | Data di prima pubblicazione             |
| Nº | Titolo italiano Giapponese 「Kanji」 - Rōmaji | Giapponese                                                                                 | Italiano                                |
| 1  | Terra Formars 1 「テラフォーマーズ 第1巻」 - Tera Fōmāzu 1 | 19 aprile 2012 ISBN 978-4-08-879270-5                                                      | 6 febbraio 2014 ISBN 978-88-6420-843-5  |
| 1  | Capitoli - 1. 1ST MISSION - Incontro con la conoscenza (既知との遭遇?, Kichi to no sōgū) - 2. 2ND MISSION - Mutazione improvvisa (種の激変?, Tane no gekihen) - 3. 3RD MISSION - L'impero contrattacca (帝国の逆襲?, Teikoku no gyakushū) - 4. 4TH MISSION - Predatore (狩猟の血統?, Shuryō no kettō) - 5. 5TH MISSION - Gli invincibili (敗れざる者たち?, Yabure zarushatachi) - 6. 6TH MISSION - Il cimitero degli insetti (害虫たちの墓場?, Gaichū-tachi no hakaba) |                                                                                            |                                         |
| 1  | Trama Siamo nel 2599. Il processo di terraforming di Marte avanza, e il muschio che vi è stato portato cinquecento anni prima ha ormai ricoperto tutta la superficie del pianeta. Quindici giovani, scelti per l’importante missione di monitorare la situazione, si imbarcano su una nave spaziale alla volta del pianeta rosso. Ma ad attenderli troveranno qualcosa di totalmente inaspettato e raccapricciante: gli scarafaggi usati per insediare la vita secoli addietro si sono evoluti in umanoidi, possiedono una potenza fisica spaventosa e sono decisamente poco ospitali... Riusciranno gli umani a (ri)prendersi Marte? |                                                                                            |                                         |
| 2  | Terra Formars 2 「テラフォーマーズ 第2巻」 - Tera Fōmāzu 2 | 17 agosto 2012 ISBN 978-4-08-879396-2                                                      | 10 aprile 2014 ISBN 978-88-6420-892-3   |
| 2  | Capitoli - 1. SYMPTOM: Mutazione (ＳＹＭＰＴＯＭ 変異?, ＳＹＭＰＴＯＭ Hen'i) - 2. UNDERDOGS: Lo sciame errante (ＵＮＤＥＲＤＯＧＳ 流浪のむれ?, ＵＮＤＥＲＤＯＧＳ Rurō no mure) - 3. FRIEND: Amici e alleati (ＦＲＩＥＮＤ 共鳴と同盟?, ＦＲＩＥＮＤ Kyōmei to dōmei) - 4. VIRUS: Nemico (ＶＩＲＵＳ 仇?, ＶＩＲＵＳ Ada) - 5. WILL: Volontà e desiderio di morte (ＷＩＬＬ 遺志と意思?, ＷＩＬＬ Ishi to ishi) - 6. DEPARTURE: Partenza per il fronte (ＤＥＰＡＲＴＵＲＥ 出陣?, ＤＥＰＡＲＴＵＲＥ Shutsujin) - 7. ENCOUNTER: Incontro (ＥＮＣＯＵＮＴＥＲ 対面?, ＥＮＣＯＵＮＴＥＲ Taimen) - 8. BAD AGAIN: Il ritorno del diavolo (ＢＡＤ ＡＧＡＩＮ 悪魔ふたたび?, ＢＡＤ ＡＧＡＩＮ Akuma futatabi) |                                                                                            |                                         |
| 3  | Terra Formars 3 「テラフォーマーズ 第3巻」 - Tera Fōmāzu 3 | 19 novembre 2012 ISBN 978-4-08-879459-4                                                    | 12 giugno 2014 ISBN 978-88-6420-968-5   |
| 3  | Capitoli - 9. MANEUVER: Azione strategica (MANEUVER 作戦行動?, MANEUVER Sakusen kōdō) - 10. OFFICER: In possesso di forza militare (OFFICER 保有兵力?, OFFICER Hoyū heiryoku) - 11. TO MARS: Verso il pianeta fatale (TO MARS 災いの星へ?, TO MARS Wazawai no hoshi e) - 12. SECRET: Stratagemma (SECRET 工作?, SECRET Kōsaku) - 13. OPEN FIRE: Aprire il fuoco (OPEN FIRE 開戦?, OPEN FIRE Kaisen) - 14. AN OPERATION: Un intervento (AN OPERATION ある手術?, AN OPERATION Aru shujutsu) - 15. WAR: Guerra (WAR 全面戦争?, WAR Zenmen sensō) - 16. ANIMA: Ammirazione (ANIMA 憧れ?, ANIMA Akogare) - 17. ONE PUNCH MAIDEN: Il pugno di una farfalla (ONE PUNCH MAIDEN 一撃の女?, ONE PUNCH MAIDEN Ichigeki no on'na) - 18. EXCEPTIONAL2: Akari Hizamaru e Michelle K. Davis (EXCEPTIONAL2 膝丸燈とミッシェル・Ｋ・デイヴス?, EXCEPTIONAL2 Hizamaru Akari to Missheru K Deivusu) - 19. STRINGS: Fili (STRINGS 糸?, STRINGS Ito) |                                                                                            |                                         |
| 4  | Terra Formars 4 「テラフォーマーズ 第4巻」 - Tera Fōmāzu 4 | 19 febbraio 2013 ISBN 978-4-08-879523-2                                                    | 7 agosto 2014 ISBN 978-88-6920-034-2    |
| 4  | Capitoli - 20. THE PRINCE OF ONI: Larva di falena (THE PRINCE OF ONI 鬼の子?, THE PRINCE OF ONI Kinoko) - 21. BLACK BEETLE: L'eco dei defunti (BLACK BEETLE 死者と蟲?, BLACK BEETLE Shisha to mushi) - 22. 2 MINUTES: 2 minuti (2 MINUTES ２分間?, 2 MINUTES 2-funkan) - 23. SHINING: Saggezza (SHINING 叡智?, SHINING Eichi) - 24. WIZARD: Forza (WIZARD 力?, WIZARD Chikara) - 25. CARAPACE: Elemento di difesa (CARAPACE 防衛するもの?, CARAPACE Bōei suru mono) - 26. CRAB: Grande guerriero (CRAB 猛士?, CRAB Mōshi) - 27. EVIL PLANT: Bizzarro vegetale (EVIL PLANT 怪奇植物?, EVIL PLANT Kaiki shokubutsu) - 28. DEMON'S NIGHT: La notte e le nubi nere (DEMON'S NIGHT 夜と暗雲?, DEMON'S NIGHT Yoru to an'un) - 29. STORMY RADAR: Tempesta in arrivo (STORMY RADAR 嵐の予感?, STORMY RADAR Arashi no yokan) - 30. DER ZITTÈRAAL: Organismo elettrico (DER ZITTERAAL 電撃生物?, DER ZITTERAAL Dengeki seibutsu) |                                                                                            |                                         |
| 5  | Terra Formars 5 「テラフォーマーズ 第5巻」 - Tera Fōmāzu 5 | 17 maggio 2013 ISBN 978-4-08-879561-4                                                      | 9 ottobre 2014 ISBN 978-88-6920-068-7   |
| 5  | Capitoli - 31. MORTAL EVILS: L'anima destinata a morire (MORTAL EVILS 死すべき魂?, MORTAL EVILS Shisubeki tamashī) - 32. TOO SAD TO DIE: L'eco dei defunti (TOO SAD TO DIE 死神の肉声?, TOO SAD TO DIE Shinigami no nikusei) - 33. THUNDERSTORM: Tuoni e grandine per la squadra 5 (THUNDER STORM 第５班の雷電?, THUNDER STORM Dai 5 han no raiden) - 34. HOLY BLOOD: Progenie demoniaca (HOLY BLOOD 悪魔の血脈?, HOLY BLOOD Akuma no kechimyaku) - 35. DESIRE: Desiderio (DESIRE 願い?, DESIRE Negai) - 36. GREAT DEVOTION: Un nobile gesto (GREAT DEVOTION 偉大なる行為?, GREAT DEVOTION Idainaru kōi) - 37. END OF THE HEAD: La morte del capo (END OF THE HEAD 頭の死?, END OF THE HEAD Atama no shi) - 38. DEAR HEART: Tesoro mio (DEAR HEART あなた?, DEAR HEART Anata) - 39. DIE HARD: L'insetto imbattibile (DIE HARD 不落の蛄?, DIE HARD Furaku no gani) - 40. ON THE CLOUD: Il dio Skanda sopra le nubi (ON THE CLOUD 雲の上の韋駄天?, ON THE CLOUD Kumonoue no idaten) - 41. JET!: Kamikaze, vento divino (JET! 神風?, JET! Kamikaze)                                                                                   |                                                                                            |                                         |
| 6  | Terra Formars 6 「テラフォーマーズ 第6巻」 - Tera Fōmāzu 6 | 19 agosto 2013 ISBN 978-4-08-879630-7                                                      | 11 dicembre 2014 ISBN 978-88-6920-140-0 |
| 6  | Capitoli - 42. WORKING MAN: Keiji Onizuka (WORKING MAN 鬼塚慶次?, WORKING MAN Onizuka Keiji) - 43. BLUE EYES: Sguardo di fuoco (BLUE EYES 炎の瞳?, BLUE EYES Honō no hitomi) - 44. BOXER: Pugile (BOXER ボクサー?, BOXER Bokusā) - 45. YELLOW JACKET ARMS BUG: Calabrone gigante asiatico (YELLOW JACKET ARMS BUG 日本原産大雀蜂?, YELLOW JACKET ARMS BUG Nihon gensan dai suzumebachi) - 46. DRAGON FLAME: Fuoco e stelle (DRAGON FLAME 火と星?, DRAGON FLAME Hi to hoshi) - 47. SHOOTING STAR: Traiettoria e imprudenza (SHOOTING STAR 軌道と無軌道?, SHOOTING STAR Kidō to mukidō) - 48. PITCHERS: La resistenza (PITCHERS 対抗するもの?, PITCHERS Taikō suru mono) - 49. 2ND GENERATION: La seconda generazione di guerrieri (2ND GENERATION 第二の戦士たち?, 2ND GENERATION Daini no senshi-tachi) - 50. EVOLUTION CRISIS: Crisi evolutiva (EVOLUTION CRISIS 進化の雛形?, EVOLUTION CRISIS Shinka no hinagata) - 51. UNNATURAL BORN FIGHTER: Falso combattente (UNNATURAL BORN FIGHTER 人為の武芸者?, UNNATURAL BORN FIGHTER Jin'i no bugeisha) - 52. JAGUARS: Belve feroci (JAGUARS 野獣?, JAGUARS Yajū)                     |                                                                                            |                                         |
| 7  | Terra Formars 7 「テラフォーマーズ 第7巻」 - Tera Fōmāzu 7 | 19 novembre 2013 ISBN 978-4-08-879684-0                                                    | 12 febbraio 2015 ISBN 978-88-6920-196-7 |
| 7  | Capitoli - 53. MASTER: Uomini (MASTER 男たち?, MASTER Otoko-tachi) - 54. BEAR: Barbarie e cicatrici (BEAR 野蛮と傷跡?, BEAR Yaban to kizuato) - 55. END OF THE BRAIN: Testa vuota (END OF THE BRAIN 空の頭?, END OF THE BRAIN Sora no atama) - 56. A PLAN: Un piano (A PLAN ある計画?, A PLAN Aru keikaku) - 57. MINE: Campo minato (MINE 地雷原?, MINE Jiraigen) - 58. CENTURY OF RAISING ARMS: Guerre e conflitti (CENTURY OF RAISING ARMS 戦闘と戦争?, CENTURY OF RAISING ARMS Sentō to sensō) - 59. VS.WEAPON: Arma antiuomo (VS.WEAPON 対人兵器?, VS.WEAPON Taijin heiki) - 60. THE LIFE FROM DEVILISH: Creatura diabolica (THE LIFE FROM DEVILISH 悪魔生物?, THE LIFE FROM DEVILISH Akuma seibutsu) - 61. FRIEND HERE: Raduno degli alleati (FRIEND HERE 同盟見参?, FRIEND HERE Dōmei kenzan) - 62. RATSBANE: Squadra d'assalto (RATSBANE 遊撃の軍勢?, RATSBANE Yūgeki no gunzei) - 63. OUT OF: Oltre le circostanze (OUT OF 情勢の外?, OUT OF Jōsei no soto) |                                                                                            |                                         |
| 8  | Terra Formars 8 「テラフォーマーズ 第8巻」 - Tera Fōmāzu 8 | 19 febbraio 2014 ISBN 978-4-08-879754-0                                                    | 8 aprile 2015 ISBN 978-88-6920-253-7    |
| 8  | Capitoli - 64. MARS,DAY AT 19 APR.: Marte, alba del 19 aprile (MARS,DAY. AT 19 APR. 4月19日 火星 昼?, MARS,DAY. AT 19 APR. 4 Tsuki 19-nichi kasei hiru) - 65. FABLE COMBAT: L'ora della guerra (FABLE COMBAT!! 勃発！?, FABLE COMBAT!! Boppatsu!) - 66. ROCK!: Violenza (ROCK! 暴力?, ROCK! Bōryoku) - 67. DEATH LAND: Cielo oscuro (DEATH LAND 暗き空?, DEATH LAND Kuraki Sora) - 68. REGION: Territorio (REGION 領地?, REGION Ryōchi) - 69. SHIFT TO ANNEX: Trasformazione (SHIFT TO ANNEX 変化?, SHIFT TO ANNEX Henka) - 70. DEADLY ACTIVE: Morte invisibile (DEADLY ACTIVE 見えない死?, DEADLY ACTIVE Mienai shi) - 71. BIO HAZARD: Soggetto sperimentale (BIO HAZARD 研究対象?, BIO HAZARD Kenkyū taishō) - 72. MAN ON A MISSION: Soldato e padre (MAN ON MISSION 兵士と父親?, MAN ON MISSION Heishi to chichioya) - 73. I LOVE YOU: Creature dotate di volontà (I LOVE YOU 我のある生物たち?, I LOVE YOU Ga no aru seibutsu-tachi) - 74. WEARY WINDOW MARCHES: Lo spirito del guerriero (WEARY WINDOW MARCHES 戦士の魂?, WEARY WINDOW MARCHES Senshi no tamashī)                                                             |                                                                                            |                                         |
| 9  | Terra Formars 9 「テラフォーマーズ 第9巻」 - Tera Fōmāzu 9 | 19 maggio 2014 ISBN 978-4-08-879796-0                                                      | 12 agosto 2015 ISBN 978-88-6920-428-9   |
| 9  | Capitoli - 75. “ARMS” AND THE HUMAN: Le armi e l'essere umano (“ARMS” AND THE HUMAN 武器と人?, “ARMS” AND THE HUMAN Buki to hito) - 76. ANTS: Uomini e formiche (ANTS アリと人間?, ANTS Ari to ningen) - 77. THE HOUSE OF WOLVES: Il nido dell'intelligenza (THE HOUSE OF WOLVES 知性の巣?, THE HOUSE OF WOLVES Chisei no su) - 78. THE FULLMETAL ALCHEMIST: Scienza bellica (THE FULLMETAL ALCHEMIST 戦闘の科学?, THE FULLMETAL ALCHEMIST Sentō no kagaku) - 79. STRATEGY AND TACTICS: Equipaggiamento e strategia (STRATEGY AND TACTICS 武器と術?, STRATEGY AND TACTICS Buki to jutsu) - 80. FATHER: Legame (FATHER つながり?, FATHER Tsunagari) - 81. DADDY: Protezione divina (DADDY 加護?, DADDY Kago) - 82. THIS IS HOW I DESPAIR: Dagli abissi del destino (THIS IS HOW I DESPAIR 宿命の底から?, THIS IS HOW I DESPAIR Shukumei no soko kara) - 83. BACK TO NORMAL: A me (BACK TO NORMAL 私へ?, BACK TO NORMAL Watashi e) - 84. HAPPY BIRTHDAY: Il primo giorno (HAPPY BIRTHDAY 最初の一日?, HAPPY BIRTHDAY Saisho no tsuitachi) - 85. WEB OF BEND: La rete del predatore (WEB OF BEND 猟夫の網?, WEB OF BEND Ryōfu no ami) |                                                                                            |                                         |
| 10 | Terra Formars 10 「テラフォーマーズ 第10巻」 - Tera Fōmāzu 10 | 20 agosto 2014 ISBN 978-4-08-879888-2 (ed. regolare) ISBN 978-4-08-908211-9 (ed. limitata) | 7 ottobre 2015 ISBN 978-88-6920-497-5   |
| 10 | Capitoli - 86. POWER OF CROSS: I selvaggi e la spada (POWER OF CROSS 野生と剣?, POWER OF CROSS Yasei to ken) - 87. TOUCH AND "G"！: Orme frammentate (TOUCH AND "G"！ 断弦の足音（おと）?, TOUCH AND "G"！ Dangen no ashioto) - 88. MIGHTY HEART: Amore e giustizia (MIGHTY HEART 愛と正義?, MIGHTY HEART Ai to seigi) - 89. SWEET HEART HERE: L'arrivo dello spadaccino (SWEET HEART HERE 剣士見参?, SWEET HEART HERE Hia kenshi kenzan) - 90. THE FACTORS: Adattamento della specie (THE FACTORS 種の応変?, THE FACTORS Shu no ōhen) - 91. THE FOREMOST: Il primo (THE FOREMOST 首位?, THE FOREMOST Shui) - 92. THE FRONT OF UN-ARMAMENT: Vertice militare (THE FRONT OF UN ARMAMENT 軍事境界線の遥か上?, THE FRONT OF UN ARMAMENT Gunji kyōkai-sen no haruka-jō) - 93. THE CLUSTER: Colonia (THE CLUSTER 群体?, THE CLUSTER Guntai) - 94. RUN TO HELL: Le porte dell'inferno (RUN TO HELL 地獄の口?, RUN TO HELL Jigoku no kuchi) - 95. BOX IN THE BOX: Ala e pugno (BOX IN THE BOX 翅と拳?, BOX IN THE BOX Hane to kobushi) - 96. TO THE END: Voci divise (TO THE END 分裂の声?, TO THE END Bunretsu no koe)                   |                                                                                            |                                         |

## Volumi 21-in corso
| Nº | Titolo italiano Giapponese 「Kanji」 - Rōmaji | Data di prima pubblicazione                                                                  | Data di prima pubblicazione             |
| Nº | Titolo italiano Giapponese 「Kanji」 - Rōmaji | Giapponese                                                                                   | Italiano                                |
| 21 | Terra Formars 21 「テラフォーマーズ 第21巻」 - Tera Fōmāzu 21 | 17 agosto 2018 ISBN 978-4-08-890637-9 (ed. regolare) ISBN 978-4-08-908293-5 (ed. limitata)   | 6 febbraio 2019 ISBN 978-88-226-1241-0  |
| 21 | Capitoli - Number 34. THE ANCIENT FRONTIER SPIRIT: Giapponesi che combattono (THE ANCIENT FRONTIER SPIRIT 闘う日本人?, THE ANCIENT FRONTIER SPIRIT Tatakau nihonjin) - Number 35. THE CURSED SWORD: Samurai Sword (THE CURSED SWORD サムライソード?, THE CURSED SWORD Samurai Sōdo) - Number 36. ILLNESS: Malattia (ILLNESS 病?, ILLNESS Yamai) - Number 37. THE GREAT YOUNG OF KAMI'S STOCK: Orgoglio (THE GREAT YOUNG OF KAMI'S STOCK 矜持?, THE GREAT YOUNG OF KAMI'S STOCK Kyōji) - Number 38. SOFT AND HARD: Cuore d'acciaio (SOFT AND HARD 鉄のハート?, SOFT AND HARD Tetsu no hāto) - Number 39. AN OUTSIDE ASTOROLOGY: Terra e divinazione (AN OUTSIDE ASTOROLOGY 大地と易?, AN OUTSIDE ASTOROLOGY Daichi to eki) - Number 40. THE END OF THE CENTURY: Brama e sacralità (THE END OF THE CENTURY 聖なるものに飢えたもの?, THE END OF THE CENTURY Seinaru mono ni ueta mono) - Number 41. PROLOGUE OF EPILOGUE: L'inizio del nuovo mondo (PROLOGUE OF EPILOGUE 新世界の幕開け?, PROLOGUE OF EPILOGUE Shin sekai no makuake) - Number 42. LE GRAND ROY D'ANGOLMOIS: Sbarco (LE GRAND ROY D'ANGOLMOIS 上陸?, LE GRAND ROY D'ANGOLMOIS Jōriku) |                                                                                              |                                         |
| 22 | Terra Formars 22 「テラフォーマーズ 第22巻」 - Tera Fōmāzu 22 | 19 novembre 2018 ISBN 978-4-08-891165-6 (ed. regolare) ISBN 978-4-08-908336-9 (ed. limitata) | 9 ottobre 2019 ISBN 978-88-226-1565-7   |
| 22 | Capitoli - Number 43. NOT WORD, BUT WALL: Terra e muri (NOT WORD, BUT WALL 地と壁?, NOT WORD, BUT WALL Ji to kabe) - Number 44. THE BLACK MASS ALL STANDING: Black mass (THE BLACK MASS ALL STANDING ブラック・マス?, THE BLACK MASS ALL STANDING Burakku Masu) - Number 45. BODY AND SOUL: Struttura monocromatica (BODY AND SOUL モノクロの構造?, BODY AND SOUL Monokuro no kōzō) - Number 46. CLAINS: Gru bianca e gru nera (CLAINS 黒き鶴 白き鶴?, CLAINS Kuroki tsuru shiroki tsuru) - Number 47. THE MARKET: Valore e cifre (THE MARKET 価と数値?, THE MARKET Atai to sūchi) - Number 48. THE PROPRIETOR: I proprietari (THE PROPRIETOR 所有者たち?, THE PROPRIETOR Shoyū-sha-tachi) - Number 49. THE 2621:3281:623rd,YEARS: 2.21 (THE 2621:3281:623rd,YEARS 二・二一?, THE 2621:3281:623rd,YEARS Ni ni ichi) - Number 50. STOLEN FACE: Calma rubata (STOLEN FACE 失われた平静?, STOLEN FACE Ushinawareta heisei) - Number 51. EXISTENCES: Compagni di viaggio (EXISTENCES 道つれし者たち?, EXISTENCES Michi tsure shi-sha-tachi) - Number 52. LOVE ME,LOVE YOU: Un fiorire di mosse speciali (LOVE ME,LOVE YOU 絶技繚乱?, LOVE ME,LOVE YOU Zetsugi ryōran) - Number 53. STILL ALIVE: Riprenditi l'amore (STILL ALIVE ――愛を取り戻せ?, STILL ALIVE ――Ai o torimodose) |                                                                                              |                                         |
| 23 | Terra Formars 23 「テラフォーマーズ 第23巻」 - Tera Fōmāzu 23 | 18 luglio 2024 ISBN 978-4-08-891203-5                                                        | 11 febbraio 2025 ISBN 978-88-226-5478-6 |
| 23 | Capitoli - Number 54. (SYMPTOM THE SPICE OF LIFE 命の緒?, SYMPTOM THE SPICE OF LIFE Inochi no cho) - Number 55. (THE PARADIGM SHIFT 地の底からの叛旗?, THE PARADIGM SHIFT Ji no soko kara no hanki) - Number 56. (LIGHT AFTER FIRE 戦いのあと、夢のあと...?, LIGHT AFTER FIRE Tatakai no ato, yumenoato...) - Number 57. (LIVE AND VITAL 生活と生存?, LIVE AND VITAL Seikatsu to seizon) - Number 58. (THEORY OF EVERTHING 潮流?, THEORY OF EVERTHING Chōryū) - Number 59. (BLUE for RED『大地の神』と『戦火の神』?, BLUE for RED "Megumi no kami" to "arasoi no kami") - Number 60. (PHENOMENON 可変と不変?, PHENOMENON Kahen to fuhen) - Number 61. (BABIES IN THEIR NIGHTMARE 不安?, BABIES IN THEIR NIGHTMARE Fuan) - Number 62. (A SUSTAINABLE ABNORMALITY 開発の本能?, A SUSTAINABLE ABNORMALITY Kaihatsu no hon'nō) |                                                                                              |                                         |

## Capitoli non ancora in formatotankōbon
Questa lista è suscettibile di variazioni e potrebbe essere incompleta o non aggiornata.

- Number 63.  (THE MEASURE OF ALL THINGS　万物の尺度?, THE MEASURE OF ALL THINGS Banbutsu no shakudo)
- Number 64.  (NEWTON 力点?, NEWTON Rikiten)
- Number 65.  (CALLING　指名と使命?, CALLING Shimei to shimei)
- Number 66.  (SINFUL NORMAL MORTALS　人間と人生?, SINFUL NORMAL MORTALS　Ningen to jinsei)
- Number 67.  (BRING ME THE HEAD OF...　その鬼の首?, BRING ME THE HEAD OF...　Sono oni no kubi)
- Number 68.  (SECURITY ON CALL 株式会社 一警護?, SECURITY ON CALL Kabushikigaisha ichi keigo)
- Number 69.  (READY FOR NEW GENERATION 出動!?, READY FOR NEW GENERATION shutsudō!)